# 2006年澳門勞動節遊行
2006年澳門勞動節遊行於2006年5月1日下午舉行，以當年計是澳門回歸中國後最大型的一次遊行，是次遊行有警民衝突，有人受傷，三男一女被拘捕，被控襲警罪名。

## 遊行前
是次名為「驅除黑工，削減外勞」的遊行，参與者來自澳門民生協進會、澳門職工民心協進會、澳門職工聯盟、澳門三行工友互助會、澳門裝修業職工會、澳門混凝土業職工會、澳門清潔員職工會、澳門物業管理職工會共八個團體，官方沒有公佈數字，估計有3500人（主辦單位稱有5,000人），主要是草根階層及弱勢社群，例如爭取勞工福利及爭取保障本地人就業，解決就業不足，而新澳門學社在遊行前夕表示支持，並參與了遊行。除了學社兩位議員吳國昌和區錦新外，另一位立法議員高天賜亦以個人身份參加遊行。在澳門報章上，也出現了動員和反動員的文章。

## 遊行經過
是次遊行在下午2時半黑沙環三角花園出發，表達對黑市勞工及其他社會問題的不滿。也因為遊行路線的異議，在新馬路與提督馬路兩處與警員對峙，交通癱瘓，其間有人高呼「差人拔槍」。最後遊行隊伍到達南灣湖旁的示威區，因為要求特區政府代表出來接信的問題，第三次爆發衝突。遞信過後，少數示威者在新馬路、南灣大馬路與殷皇子大馬路之間的十字路口靜下，後來在參加遊行的立法議員吳國昌勸解下才散去。
與2000年失業人士的遊行相比，由於澳門經濟發展所引發的問題日益呈現，同時去年立法會選舉賄選之風嚴重，致使市民比以往較為支持遊行人士。

## 後續
政府在遊行後不久即安排就業登記，但主辦單位以及參與遊行的新澳門學社皆認為此與遊行後傳媒報導一樣，是轉移視線。其中後者更約見行政長官何厚鏵，但不獲回覆，最後到議事亭前地靜坐。

## 交通影響
由於遊行當日示威人士與警方多次衝突，在包括提督馬路、新馬路、南灣等地都全面封路。除了12、15、21、22、28A、28BX、35路線外，全澳門巴士路線均受到影響，需要大幅度改道及被迫掉頭折返。其中大部份路過新馬路的巴士路線都全部改在葡京酒店掉頭，不往新馬路及餘下路程。中區，包括新馬路、殷皇子馬路上所有巴士站亦基乎全部停用，大批乘客受到影響。

## 外部連結
- 澳門遊行變混戰，回歸後最大警民衝突（页面存档备份，存于），2006年5月1日大紀元.
- 澳門勞動節遊行，2006年5月1日《明報》.
- 新澳門學社：《新澳門》第32期，2006年7月.